# (6223) Dahl
(6223) Dahl es un asteroide perteneciente al cinturón de asteroides, región del sistema solar que se encuentra entre las órbitas de Marte y Júpiter, descubierto el 3 de septiembre de 1980 por Antonín Mrkos desde el Observatorio Kleť, České Budějovice, República Checa.

## Designación y nombre
Designado provisionalmente como 1980 RD1. Fue nombrado Dahl en homenaje al escritor Roald Dahl, originario de Gales. Su Charlie y la fábrica de chocolate y James and the Giant Peach son clásicos de la literatura infantil.

## Características orbitales
Dahl está situado a una distancia media del Sol de 2,736 ua, pudiendo alejarse hasta 3,067 ua y acercarse hasta 2,405 ua. Su excentricidad es 0,120 y la inclinación orbital 3,857 grados. Emplea 1653,04 días en completar una órbita alrededor del Sol.

## Características físicas
La magnitud absoluta de Dahl es 12,7. Tiene 19,634 km de diámetro y su albedo se estima en 0,033. 